# Ellychnia corrusca
Ellychnia corrusca is een keversoort uit de familie van de glimwormen (Lampyridae). De wetenschappelijke naamis gepubliceerd in 1767 door Linnaeus.